# Jurong East (MRT Singapur)

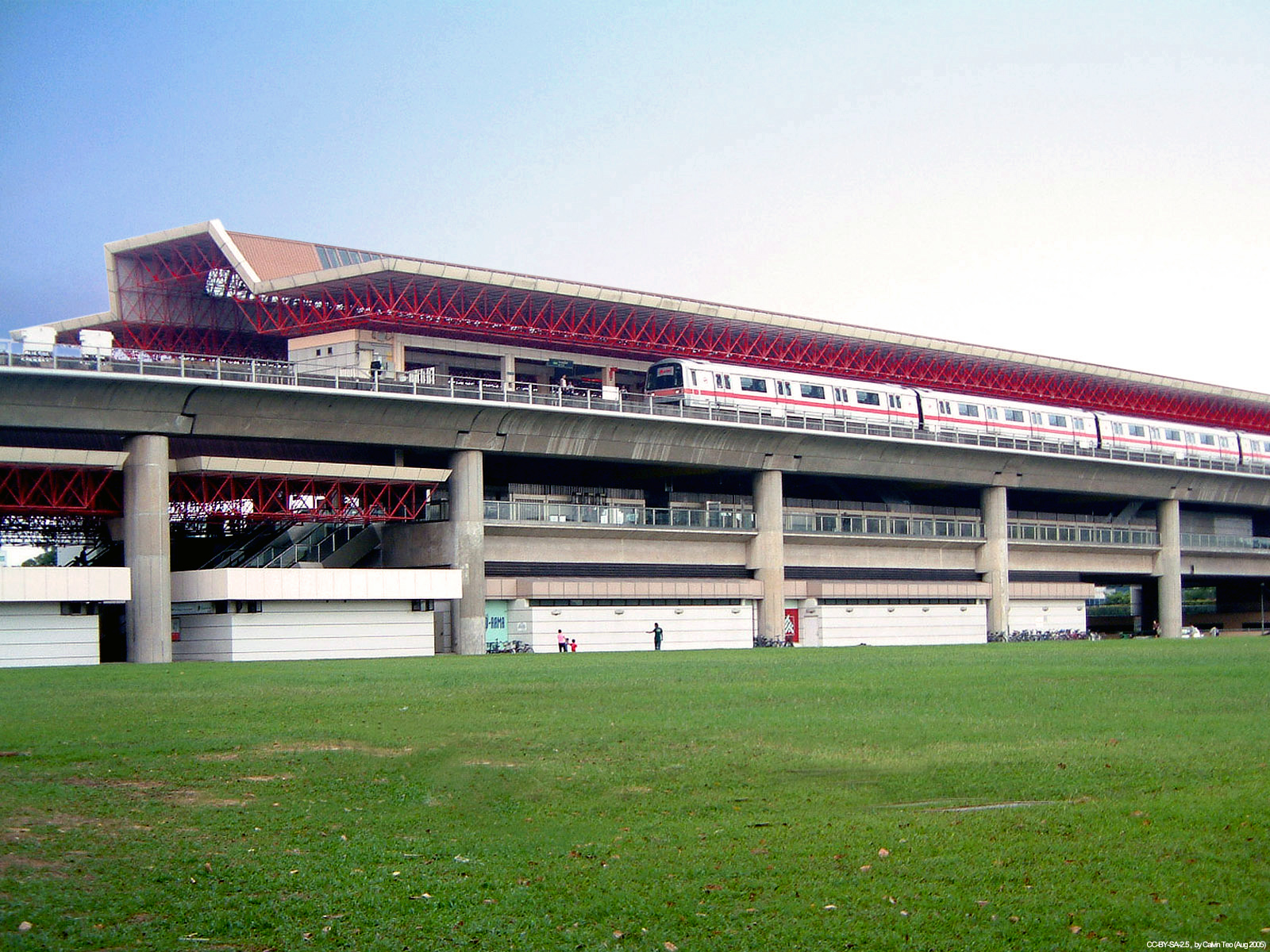
Jurong East MRT Station

Die Jurong East MRT Station ist eine oberirdische Mass-Rapid-Transit-Station in Singapur. Sie ist Teil der North South Line (Abzweiglinie vor 1996) und der East West Line und dient als Umsteigestation zwischen den beiden Linien.
Es liegt am östlichen Ende von Jurong und verbindet die Wohngebiete Yuhua und Teban Gardens sowie den International Business Park und Toh Tuck über die Schiene mit dem Rest der Insel. Das Passagieraufkommen wird voraussichtlich steigen, wenn die Standorte im benachbarten Projekt Jurong Lake District entwickelt werden.
Auf der North South Line ist es die erste Station für Züge nach Süden und die letzte Station für Züge nach Norden. Auf der East West Line ist es zwischen Chinese Garden und Clementi. Während der morgendlichen und abendlichen Spitzenzeiten kommen Züge direkt vom Ulu Pandan Depot an, um den Service auf der North South Line zu beginnen. Diese Station war auch die erste Station, die Ankündigungen über Zugverbindungen machte, als die Nebenbahnlinie 1990 öffnete. Die Strecke zwischen dieser Station und Clementi ist die längste zwischen zwei Stationen der East West Line und benötigt vier Minuten.
Die Station erschien als eine der vier MRT-Stationen in der ursprünglichen Singapur-Ausgabe des Brettspiels Monopoly.

## Design

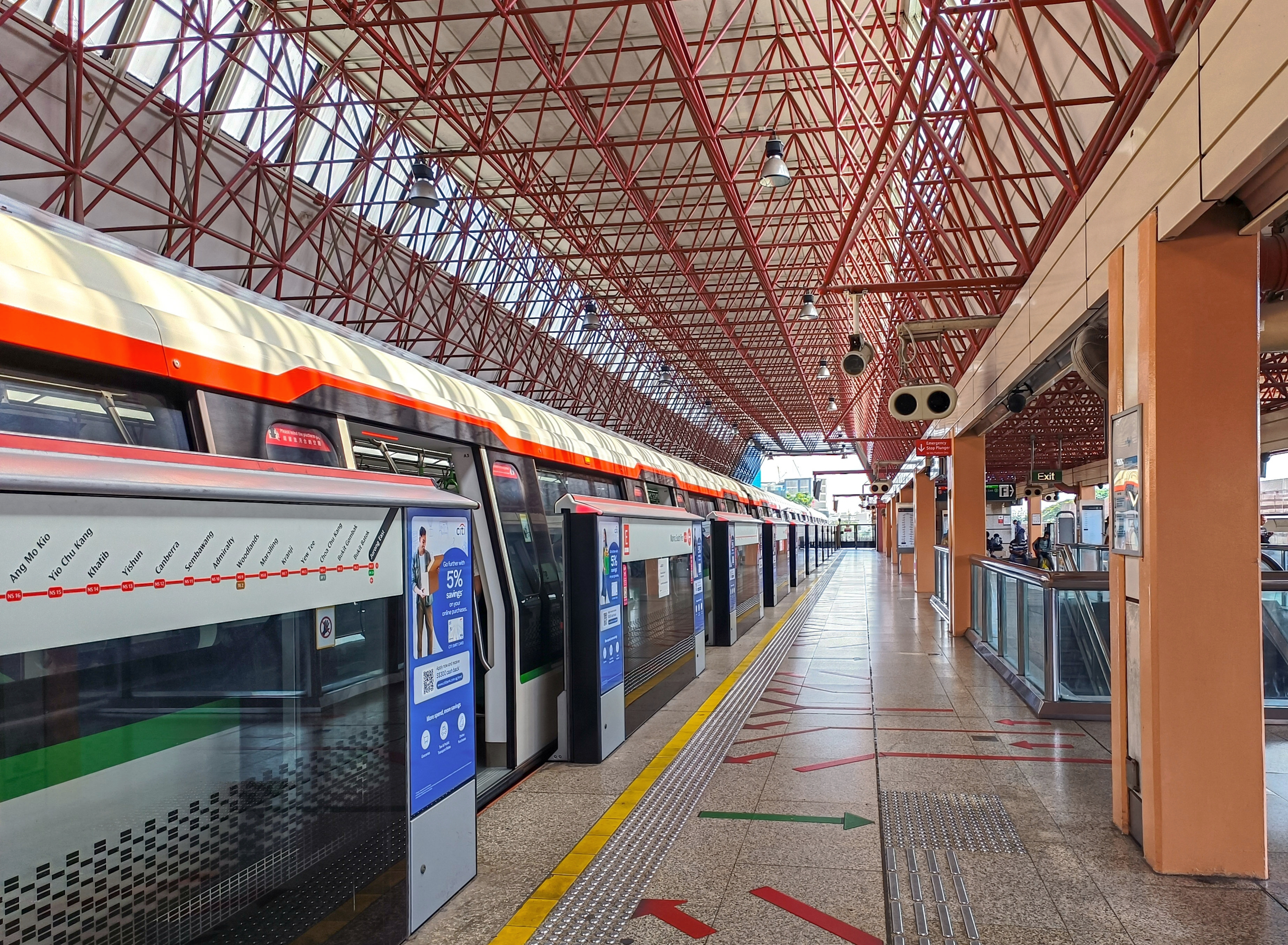
Blick auf die Bahnsteige

Die Station wurde von Scott Danielson entworfen und hat ein Dach, das ein geometrisches Design ähnlich dem ursprünglichen Jurong East Bus Interchange verwendet, um mit der angrenzenden Struktur zu passen.

## Geschichte
Das Jurong East Modification Project (JEMP) war ein wichtiges infrastrukturelles Modernisierungsprojekt, bei dem zwei neue Bahnsteige und ein neuer Gleis in Jurong East gebaut wurden, wodurch zwei Züge entlang der North South Line gleichzeitig in den Bahnhof einfahren und abfahren konnten. Zuvor mussten Züge abwechselnd ankommen und von der Station über einen gemeinsamen Mittelweg abfahren. Die neuen Bahnsteige und Gleise ermöglichen kürzere Zugintervalle, verkürzen Wartezeiten und reduzieren die Überfüllung in Zügen.
Die Station wurde 2009 mit halbhohen Bahnsteigtüren nachgerüstet und am 18. Dezember 2009 in Betrieb genommen. Es war die dritte oberirdische Station, in der halbhohe Bahnsteigtüren installiert und in Betrieb waren. Für die neuen Plattformen wurden auch Bahnsteigtüren aus dem JEMP installiert und am 27. Mai 2011 in Betrieb genommen.
Ursprünglich geplant, 2012 geöffnet zu werden, verkündete Transportminister Raymond Lim am 12. Februar 2009, dass das Datum um ein Jahr bis 2011 vorverlegt wurde. Die Bauarbeiten begannen 2009 und wurden abgeschlossen und dem Betreiber rund um die Uhr übergeben. Erstes Quartal 2011 mit den neuen Plattformen und Gleisen, die seitdem getestet wurden, vor der Ankündigung am 16. Mai 2011 über den Betriebstermin am 27. Mai 2011.
Um die neuen Gleise mit den bestehenden Gleisen zu verbinden, wurden die Zugverbindungen zwischen Jurong East und Clementi am 4. und 5. September 2010 eingestellt, gefolgt von Zugverbindungen zwischen Jurong East und Bukit Gombak am 18. und 19. September 2010. SMRT setzte Hochfrequenzbusse für Überbrückungsdienste auf den betroffenen Strecken an beiden Wochenenden ein.
Während des ersten Betriebszeitraums wurden die neuen Bahnsteige und Gleise nur an Wochentagen außer an Feiertagen während der morgendlichen Hauptverkehrszeit von 7.00 bis 9.00 Uhr bedient, da nur fünf neue C151A-Züge für den Revenue Service bereitstanden. Die abendliche Spitzenbetriebszeit von 17:00 Uhr bis 20:00 Uhr an Wochentagen begann am 27. Dezember 2011, während die morgendliche Spitzenstunde um eine Stunde bis um 10:00 Uhr verlängert wurde, nachdem die nächste Zugserie für den Revenue Service bereit war.